# Retábulo joanino

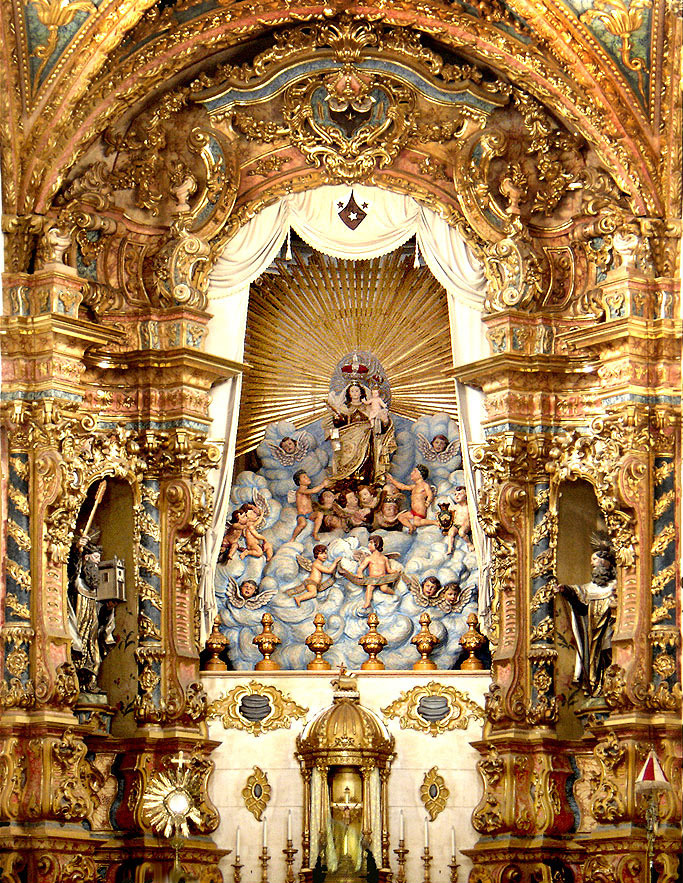
Detalhe do retábulo-mor monumental em Estilo Joanino da Basílica de Nossa Senhora do Carmo, Recife

O retábulo joanino é uma das características mais distintivas do chamado Barroco Joanino, a fase do Barroco português que floresceu aproximadamente durante o reinado de dom João V  (r. 1707-1750). Importantes exemplares de retábulos joaninos são encontrados tanto em Portugal como no Brasil.
Enquanto que os retábulos da fase anterior, chamada Estilo Nacional Português, se caracterizavam pelos arcos redondos concêntricos, as colunas torcidas e uma talha dourada densa, mas relativamente estática e pouco profunda, no período Joanino os retábulos ganham coberturas em dosséis e falsos cortinados, as colunas nem sempre são torcidas, mas podem desenvolver o caráter de pilastras, muitas vezes aquarteladas com mísulas encaixadas ou outras projeções, os arcos de coroamento adquirem formas contracurvadas ou partidas, onde comumente se assentam anjos, e a talha ganha em movimento e volume arquitetônico, projetando-se tridimensionalmente e interferindo com a volumetria dos espaços da igreja, virtualmente redesenhando o seu aspecto. Na descrição de Robert Smith,
“É característico deste período um vocabulário decorativo onde predominam conchas, feixes de plumas, palmas, volutas entrelaçadas, grinaldas e festões de flores. Figuram ainda uma diversidade de baldaquinos e sanefas, cortinas e panos, fragmentos de arcos e outros motivos arquitetônicos. […] No interior das igrejas a talha dourada é a manifestação artística mais relevante, conferindo imponência e fausto aos retábulos, surgindo frequentemente associada a outras artes decorativas como o azulejo, a pintura, a escultura e a pintura decorativa, impondo uma nova dimensão a espaços sem relevante expressão arquitetônica. A amplitude atingida por esta conjugação de expressões resulta muitas vezes, em estruturas de grande complexidade, tanto iconográfica como artística, cujo brilho dourado dá especial relevância”.